# NGC 6734
NGC 6734 ist eine elliptische Galaxie vom Hubble-Typ E/S0 im Sternbild Pfau am Südsternhimmel. Sie ist schätzungsweise 189 Millionen Lichtjahre von der Milchstraße entfernt.
Das Objekt wurde am 8. Juni 1836 von John Herschel entdeckt.